# Фридрих Мос
Фридрих Мос (Гернроде, 29. јануар 1773 — Агордо, 29. септембар 1839) је био немачки геолог/минералог.
Мос, је рођен у Гернродеу, Немачка, студирао је хемију, математику и физику на Универзитету у Халу и, такође, студирао је Академију за рударство у Фрајбургу, Саксонија. Након прихватања посла за надзорника рудника 1801, Мос се 1802. преселио у Аустрију, где је био ангажован на покушајима идентификације минерала у приватној колекцији Банкера. Као део овог задатка, он је започео класификацију минерала према њиховим физичким карактеристикама, без обзира на њихов хемијски састав, као што је то до тада рађено. Ово истицање физичких карактеристика је било у супротности са устаљеном хемијском систематиком. Данас се минерали класификују према хемијским карактеристикама, али физичке карактеристике су важне при теренском истраживању.
Године 1812, Мос постаје професор у Грацу. 1818; професор у Фрајбергу, Саксонија, а 1826, професор у Бечу. Креирао је скалу за одређивање тврдине минерала 1812. која се и данас користи и назива Мосова скала тврдоће минерала.
Мос је умро током пута у Италију у Агордоу близу Белуна.